# Uvaria leichhardtii
Uvaria leichhardtii este o specie de plante angiosperme din genul Uvaria, familia Annonaceae. A fost descrisă pentru prima dată de Ferdinand von Mueller, și a primit numele actual de la L. L. Zhou, Y. C. F. Su och R. M. K. Sau. Conform Catalogue of Life specia Uvaria leichhardtii nu are subspecii cunoscute.